# Вюрцбург (район)
Вюрцбург (нем. Würzburg) — район в Германии. Центр района — город Вюрцбург. Район входит в землю Бавария. Подчинён административному округу Нижняя Франкония. Занимает площадь 967,56 км². Население — 160 145 чел. Плотность населения — 166 человек/км².
Региональный шифр района — 09 679.

## Административно-территориальное деление
В состав района входят в общей сложности 52 общины (муниципалитета), в том числе четыре городских, 15 ярмарочных и 33 сельских. Тридцать общин района объединены в 11 административных сообществ. На территории района также расположены три межобщинные (неинкорпорированные, некорпоративные, невключённые) территории общей площадью 55,16 км².

Муниципалитеты района Вюрцбург (Бавария)

### Городскиеобщины
1. Айбельштадт (2 886)
2. Ауб (1 608)
3. Оксенфурт (11 502)
4. Рёттинген (1 675)

### Ярмарочныеобщины
1. Айзенхайм (1 340)
2. Бюттхард (1 289)
3. Винтерхаузен (1 522)
4. Гельхсхайм (848)
5. Гибельштадт (4 360)
6. Зоммерхаузен (1 673)
7. Нойбрунн (2 339)
8. Рандерзаккер (3 423)
9. Райхенберг (4 045)
10. Ремлинген (1 510)
11. Римпар (7 760)
12. Фриккенхаузен-ам-Майн (1 277)
13. Хельмштадт (2 631)
14. Хёхберг (9 370)
15. Целль-ам-Майн (4 153)

### Сельские общины
1. Айзинген (3 611)
2. Альтертхайм (2 144)
3. Бергтхайм (3 461)
4. Биберерен (996)
5. Вальдбрунн (2 557)
6. Вальдбюттельбрунн (5 061)
7. Гаукёнигсхофен (2 417)
8. Гербрунн (6 246)
9. Герольдсхаузен (1 255)
10. Гройсенхайм (1 633)
11. Гюнтерслебен (4 431)
12. Зондерхофен (827)
13. Иттинген (1 920)
14. Кирххайм (2 194)
15. Кист (2 480)
16. Клайнриндерфельд (2 090)
17. Кюрнах (4 387)
18. Лайнах (3 217)
19. Маргетсхёххайм (3 243)
20. Оберплайхфельд (1 040)
21. Проссельсхайм (1 193)
22. Риденхайм (786)
23. Роттендорф (5 238)
24. Тауберреттерсхайм (837)
25. Тайльхайм (2 387)
26. Тюнгерсхайм (2 779)
27. Унтерплайхфельд (2 779)
28. Файтсхёххайм (10 120)
29. Хаузен-бай-Вюрцбург (2 332)
30. Хеттштадт (3 832)
31. Хольцкирхен (956)
32. Эрлабрунн (1 601)
33. Эстенфельд (4 910)

### Межобщинные территории
1. Грамшацер-Вальд (нем. Gramschatzer Wald) (22,27 км²)
2. Гуттенбергер-Вальд (нем. Guttenberger Wald) (18,07 км²)
3. Иртенбергер-Вальд (нем. Irtenberger Wald) (14,82 км²)

### Объединения общин
1. Административное сообщество Айбельштадт
2. Административное сообщество Ауб
3. Административное сообщество Бергтхайм
4. Административное сообщество Гибельштадт
5. Административное сообщество Кирххайм
6. Административное сообщество Кист
7. Административное сообщество Маргетсхёххайм
8. Административное сообщество Рёттинген
9. Административное сообщество Хельмштадт
10. Административное сообщество Хеттштадт
11. Административное сообщество Эстенфельд

Данные о населении приведены по состоянию на 31 декабря 2010 года.

## Население
По оценке на 31 декабря 2015 года население района Вюрцбург составляет 160 427 чел. 

| Дата      | 1840  | 1871  | 1900  | 1925  | 1939  | 1950   | 1961   | 1970   | 1987   | 2011   |
| --------- | ----- | ----- | ----- | ----- | ----- | ------ | ------ | ------ | ------ | ------ |
| Население | 60974 | 66363 | 69625 | 76020 | 83846 | 114059 | 108126 | 121665 | 138261 | 158095 |

| Год       | 1960   | 1970   | 1980   | 1990   | 2000   | 2009   | 2010   | 2011   | 2012   | 2013   | 2014   | 2015   |
| --------- | ------ | ------ | ------ | ------ | ------ | ------ | ------ | ------ | ------ | ------ | ------ | ------ |
| Население | 108152 | 122744 | 134809 | 144354 | 158919 | 159963 | 159788 | 158128 | 158026 | 158580 | 159253 | 160427 |